# Макс Хајнле
Макс Хајнле (Дортмунд, 23. фебруар 1882 — 19. април 1924), је био немачки пливач и ватерполиста.
Почео је и пливао од 1884—1900 за 1. штутгартски аматерски пливачки клуб. 
На Олимпијским играма 1900. у Паризу у трци 200 м екипно освојио је златну медаљу. Екипу су поред њега сачињавали Ернст Хопенберг, Јулиус Фреј, Макс Шене и Херберт фон Петерсдорф. Такмичио се и у дисциплини пливања на 1.000 метара слободно и завршио на четвртом месту.
Макс Ханле је такође био члан немачке екипе у ватерполу, али је остао овде без медаље. У немачком првенству 1898. и 1900, био је првак на 1.500 м слободно. Године 1902. учествовао је на Европском првенству у скоковима у воду са даске и освојио друго место.